# Parascleroderma
Parascleroderma is een geslacht van vliesvleugelige insecten van de familie platkopwespen (Bethylidae).

## Soorten
- P. berlandi Maneval, 1930
- P. cisnora Argaman, 1988
- P. claripennis (Moczar, 1966)
- P. fiturcata Argaman, 1988
- P. fulviceps Kieffer, 1906
- P. fuscipennis (Kieffer, 1905)
- P. hindola Argaman, 1988
- P. nigriceps Kieffer, 1904
- P. norcasta Argaman, 1988
- P. rugosulum Kieffer, 1906
- P. scobiciae Kieffer, 1919
- P. sulcatifrons (Kieffer, 1908)
- P. unicolor (Westwood, 1839)
- P. varlinda Argaman, 1988